# Pensieri sull'attuale insegnamento bulgaro
Pensieri sull'attuale insegnamento bulgaro (in lingua originale: Мисли за сегашното българско учение, Misli za segašnoto bălgarsko učenie) è un saggio scritto da Vasil Evstatiev Aprilov nel 1846.
L'opera è stata pubblicata in due lingue, russo e bulgaro. Questo testo, con un chiaro indirizzo democratico, riassume le teorie di Evstatiev sulla nuova lingua letteraria bulgara. Si tratta di un testo molto importante per gli studiosi odierni delle lingue slave.